# 54e bataillon de tirailleurs sénégalais
Le 54e Bataillon de Tirailleurs Sénégalais (ou 54e BTS) est un bataillon français des troupes coloniales.

## Création et différentes dénominations
- Formation du 54e Bataillon de Tirailleurs Sénégalais

## Historique des garnisons, combats et batailles du54eBTS
- 04/07/1916: Le bataillon envoie 42 hommes au 82e BTS pour sa formation

### Sources et bibliographie
Mémoire des Hommes